# Fábio Camilo de Brito
Fábio Camilo de Brito, mais conhecido como Nenê (São Paulo, 6 de junho de 1975), é um ex-futebolista brasileiro que atuava como zagueiro.

## Carreira
Nenê disputou o Campeonato Mundial de Futebol Sub-17 de 1991 pela Seleção Brasileira, quando o Brasil foi desclassificado nas quartas de final pela, posteriormente campeã, Seleção Ganesa de Futebol.

## Títulos
Bahia
- Campeonato Baiano: 1998

Corinthians
- Campeonato Paulista - 1999
- Campeonato Brasileiro - 1999

Grêmio
- Campeonato Gaúcho - 2001
- Copa do Brasil - 2001

Vitória
- Campeonato Baiano - 2004

Urawa Red Diamonds
- Copa do Imperador: 2005, 2006
- Campeonato Japonês: 2006
- Liga dos Campeões da AFC - 2007

Coritiba
- Campeonato Paranaense - 2008